# It's Like That (canção)
"It's Like That" é uma canção gravada pela artista musical estadunidense Mariah Carey, contida em seu décimo álbum de estúdio, The Emancipation of Mimi (2005). Escrita por Carey, Jermaine Dupri, Manuel Seal e Johntá Austin, e produzida por Carey, Dupri e Seal, a música usa o gancho "It's Like That Y'all" das faixas "Hollis Crew" e "Here We Go (Live)", do grupo do grupo Run-D.M.C.. Várias faixas foram consideradas como primeiro single do álbum; no entanto, planos foram alterados quando L.A. Reid, chefe da gravadora Island Def Jam sugeriu a Carey que ela gravasse mais algumas músicas fortes para garantir o sucesso do álbum. Assim, "It's Like That" foi escrita e escolhida como o primeiro single do disco, sendo lançada nas rádios estadunidenses em 25 de janeiro de 2005, através da Island Def Jam.
"It's Like That" é uma música de R&B com instrumentação de hip-hop que apresenta improvisações de Fatman Scoop e do produtor Jermaine Dupri, enquanto sua letra discute celebração e liberdade, tendo como ponto central a emancipação do alter-ego de Carey, "Mimi". A música recebeu críticas geralmente favoráveis dos críticos de música, a maioria dos quais observou sua mensagem cativante e despreocupada, recebendo uma indicação na categoria Melhor Performance Vocal Pop Feminina no Grammy Awards de 2006. Do ponto de vista comercial, a música alcançou um boas posições em todo o mundo, figurando entre as vinte mais bem posicionadas em vários países, incluindo os Estados Unidos, enquanto alcançou o top dez em outros cinco países.
O videoclipe da música, dirigido por Brett Ratner, foi filmado juntamente com o vídeo de com "We Belong Together" como uma história dividida em duas partes, apresentando Carey em sua despedida de solteira, enquanto se preparava para casar com Eric Roberts e se apaixonar por um convidado da festa e ex-namorado, interpretado por Wentworth Miller. A música foi fortemente promovida pela cantora em vários lugares, como The Ellen DeGeneres Show, Good Morning America, BET, VH1 e outros, enquanto a apresentou em várias de suas turnês.

## Antecedentes
Antes do lançamento de The Emancipation of Mimi, Carey havia passado por um período problemático em termos profissionais e pessoais, com a má recepção de seu filme de estreia Glitter (2001) e sua hospitalização subsequente, citando um "colapso emocional e físico". O filme recebeu críticas severas e gerou receita de menos de oito milhões de dólares nas bilheterias. A trilha sonora do filme saiu-se ligeiramente melhor, vendendo mais de dois milhões de cópias em todo o mundo e gerando o single "Loverboy", que alcançou o segundo lugar nos Estados Unidos. Após o fraco desempenho do filme e da trilha sonora, a Virgin Records rescindiu o contrato avaliado em 100 milhões de dólares de Carey. Depois de assinar um contrato de gravação com a Island Records e iniciar sua própria editora, MonarC Entertainment, a cantora lançou seu álbum "de retorno", Charmbracelet (2002). No entanto, o álbum falhou em restabelecer sua carreira, recebendo críticas mistas e falhando em gerar um single de sucesso nos Estados Unidos. Após três anos sendo alvo de críticas negativas, Carey passou a planejar seu retorno à música. Em novembro de 2004, ao anunciar sua volta, ela revelou em seu website que seu próximo álbum se chamaria The Emancipation of Mimi, afirmando: "Pela primeira vez na minha vida, me sinto livre e sem vergonha para ser quem eu realmente sou", escreveu ela. "Estou comemorando por ter me tornado uma pessoa e um artista que não se sente mais aprisionada por minhas inseguranças... agora posso dizer honestamente: 'Esta sou eu, o verdadeiro eu, é pegar ou largar'."
Originalmente, "Stay the Night" foi planejada para servir como o primeiro single de The Emancipation of Mimi, com um fórum de música sediado no Reino Unido anunciando que estaria nas lojas em 11 de outubro de 2004 na região. Algumas semanas depois, a música foi removida do cronograma de lançamento, mas reapareceu em uma data diferente, em 15 de novembro. Mais tarde, foi revelado que "Say Somethin'", com Pharrell Williams e Snoop Dogg, deveria ser o primeiro single do álbum, como relatado por Jennifer Vineyard, da MTV News, que também revelou que a música deveria chegar as rádios no final de novembro, mas foi adiada para janeiro e seria acompanhada de um vídeo, segundo representantes da gravadora de Carey.
Em seguida, o diretor da Island Records, L.A. Reid, sugeriu que Carey viajasse para Atlanta por um período de três dias para trabalhar com Jermaine Dupri. Ela revelou quando Reid ouviu as músicas dirigidas por Dupri: "Ele estava tipo 'Ah, não! Agora temos que mudar o single, fazer dessas [músicas os] singles um e dois'", e ela concordou. "Ninguém poderia me dizer que 'Shake It Off' não seria o meu primeiro single. Era a minha música favorita, desde a demo". Dupri rapidamente avaliou o que achava que o álbum precisava. "As músicas que eu fiz são muito melódicas, independentemente da influência do hip-hop", disse ele. "Eu acho que é isso que ela estava precisando". Em 7 de janeiro de 2005, "It's Like That" vazou online em meio a rumores de que seria o primeiro single oficial. Ela foi ao ar pela primeira vez na estação de rádio Hot 97, de Nova Iorque; após o vazamento, mais de 40 estações começaram a tocar a faixa. Em 15 de janeiro, um trecho da canção foi postada no website oficial da artista. Por fim, "It's Like That" foi enviada às rádios mainstream e rítmicas em 25 de janeiro de 2005.

## Composição e letra
"It's Like That" foi escrito por Mariah Carey, Jermaine Dupri, Manuel Seal e Johntá Austin, enquanto Carey e Dupri produziram a música, com coprodução adicional de Seal. A música também apresenta Dupri e Fatman Scoop, fornecendo adlibs e rap na introdução e no outro, respectivamente. Ele contem o gancho de "It's Like That Y'all" de Run–D.M.C. da faixa "Hollis Crew" (1984). "It's Like That" é uma música de hip-hop, sobre Carey indo a um clube para relaxar e esquecer seus problemas, se recusando a ceder ao estresse, conflitos e tristeza. Sal Cinquemani, da Slant Magazine, foi mais longe, escrevendo que na música Carey chega à festa "dá de cara de merda": "
Eu vim fazer uma festa / Abra aquela Bacardi ... Roxa me levando mais alto / Estou animada e gosto disto". Conforme descrito por Jozen Cummings, do PopMatters, "Palmas e um apito brincalhão dão o ritmo para quatro compassos. Após as improvisações de Dupri, o apito é interrompido e permite que a voz de Carey conduza as palmas e os baixos palpitantes, enquanto o coro gera uma progressão de acordes com cordas e piano".
Durante uma entrevista para a MTV , Mariah explicou o significado das falas: "Essas galinhas são cinzas e eu sou loção", afirmando: "Estávamos sentados basicamente fazendo piadas. [...] era como inventar coisas idiotas só pra nos divertir nesse momento. Então Jermaine [Dupri] voltou à sala e todos nós estamos sentados falando algo sobre cinzas e loções. Não estamos chamando alguém de cinza. Na verdade, estamos dizendo: 'Você é cinza e nós somos loção'. Então, basicamente, você é a antítese de nós. Basicamente, eu estou conversando com o cara como 'Essas galinhas são cinzas e eu sou loção. Você precisa se livrar deles e eu sou o antídoto”.

## Recepção crítica
A música recebeu críticas favoráveis dos críticos de música. Stephen Thomas Erlewine do AllMusic, escolheu a música como um destaque do The Emancipation of Mimi. Caroline Sullivan, do The Guardian, escreveu uma crítica positiva para a música, elogiando o "rap Fatman Scoop", também observando que "Carey é uma presença muito presente, desfrutando suas três oitavas criteriosamente". Keith Caulfield, da revista Billboard, garantiu que "Mariah Carey finalmente retorna com uma faixa certificadamente quente. It's Like That é um corte esparso, pesado e com batidas fortes, preparado para o rádio e as pistas de dança". Tom Sinclair do  Entertainment Weekly, descreveu a música como "quase tão legal quanto a música Run-DMC (que compartilha o mesmo título), com Carey fantasiando sobre entrar em uma boate zumbindo em Bacardi. 'Sem estresse, sem brigas', ela canta, parecendo uma viagem a um spa de férias". O editor da Vibe, Dimitri Enrlich, escreveu que a música é uma "articulação agressiva e descontrolada, com uma batida dura", apontando que iria solidificar o retorno ao público da MTV".
Daniel Incognito, da Sputnikmusic, escreveu que a música "oferece outro exemplo de Carey pegando toda a carga de trabalho e fazendo-a com variedade e um toque delicado". Jozen Cummings, do PopMatters, escreveu uma recepção muito positiva, comentando que a música "é a introdução perfeita para o resto da sensação despreocupada do álbum", afirmando que a música "pode passar de um status cativante para um infeccioso". Adam Webb, da BBC Music, escreveu a faixa "reescreve com sucesso o plano de carreira de Christina Aguilera, que mesmo uma contribuição típica da Bullman em uma loja de porcelana da Fatman Scoop não pode arruiná-la". Jon Pareles do The New York Times, escreveu uma resenha mais mista, chamando-a de "um set de revelação da electro Jermaine Dupri para permanecer contemporânea, às vezes reduzindo sua voz à nasalidade processada de Britney Spears".

## Reconhecimento
Em 2006, "It's Like That" recebeu uma indicação para Melhor Performance Vocal Pop Feminina no Grammy Awards de 2006, mas perdeu para "Since U Been Gone" de Kelly Clarkson. Raneisha Wilkinson, do The Celebrity Cafe, colocou a música no número 5 entre suas "Canções Top 10", chamando-a de uma agradável "música cativante de boate". Mark Graham, do VH1, classificou a música no número 11 da lista das "43 Melhores Canções".

## Desempenho comercial
"It's Like That" foi um dos maiores sucessos comerciais de Carey em anos, após quase dois anos de ausência nas paradas, tornando-se seu single de maior sucesso nos EUA desde "Loverboy" (2001). Na parada Hot 100 da Billboard dos EUA, a música estreou no número 53, tornando-se a música de maior estreia no Hot 100 em quase cinco anos. Acabou chegando ao número 16, e ficou no top quarenta por quinze semanas, ficando em 69º lugar no "gráfico de fim de ano de 2005" do Hot 100. Foi certificado pela RIAA, tornando-se o seu primeiro single a receber o prêmio de certificação de ouro com base em vendas digitais.
O single teve um pouco mais de sucesso fora dos EUA. No Reino Unido , a música estreou no número 4, dando a Mariah a sua melhor posição na parada de singles desde "Against All Odds (Take a Look at Me Now)" (2000) com o Westlife. Na Austrália, depois de estrear no número 9, "It's Like That" se tornou o seu single de maior sucesso desde "Loverboy", enquanto na Itália , enquanto alcançava o número 7, correspondia à posição de pico de "Through the Rain" (2002). Na França, atingiu sua posição máxima no número 16, "It's Like That" foi o single de maior sucesso desde "Heartbreaker" (1999).

## Vídeo musical
Carey inicialmente queria que Paul Hunter dirigisse o vídeo. No entanto, Brett Ratner, que dirigiu alguns dos outros vídeos de Carey, foi escolhido mais tarde. O cenário principal do vídeo, que foi filmado no Greystone Park Mansion em Beverly Hills, Califórnia, em 11 de fevereiro de 2005, é uma festa em uma mansão que virou boate na noite anterior ao casamento do personagem de Carey com Eric Roberts. Vários convidados são vistos usando máscaras, e há aparições de celebridades de Brian McKnight, Randy Jackson e os dois rappers apresentados na faixa, Dupri e Fatman Scoop. Carey está cantando junto com o outro rap de Fatman Scoop quando vê um convidado da festa (interpretado por Wentworth Miller) tirando a máscara e se revelando um ex-namorado dela. O vídeo termina em um penhasco, que leva ao vídeo do segundo single do álbum, "We Belong Together" (os dois vídeos foram filmados simultaneamente).

## Formatos e listas de faixas
| CD single britânico/europeu 1. "It's Like That" (versão principal) – 3:25 2. "It's Like That" (David Morales Radio Mix) – 3:27 CD maxi-single australiano/europeu 1. "It's Like That" (versão principal) – 3:25 2. "It's Like That" (sem Rap) – 3:24 3. "It's Like That" (David Morales Club Mix) – 8:27 4. "It's Like That" (David Morales Classic Mix) – 8:58 5. "It's Like That" (experiência estéreo) – 10:45 | CD maxi-single japonês 1. "It's Like That" (versão principal) – 3:25 2. "It's Like That" (sem Rap) – 3:24 3. "It's Like That" (David Morales Radio Mix) – 3:27 4. "It's Like That" (David Morales Club Mix) – 8:27 |

## Desempenho nas paradas musicais
| Tabela musical (2005)                        | Melhor posição |
| -------------------------------------------- | -------------- |
| Alemanha (Official German Charts)            | 14             |
| Austrália (ARIA)                             | 9              |
| Áustria (Ö3 Austria Top 75)                  | 33             |
| Bélgica (Ultratop 50 de Flandres)            | 29             |
| Bélgica (Ultratop 50 da Valônia)             | 32             |
| Dinamarca (Hitlisten)                        | 19             |
| Escócia (Scottish Singles Chart)             | 9              |
| Estados Unidos (Billboard Hot 100)           | 16             |
| Estados Unidos (Billboard Dance Club Songs)  | 1              |
| Estados Unidos (Billboard R&B/Hip-Hop Songs) | 17             |
| Estados Unidos (Billboard Mainstream Top 40) | 16             |
| Estados Unidos (Billboard Pop 100)           | 20             |
| Estados Unidos (Billboard Rhythmic)          | 9              |
| Europa (European Hot 100 Singles)            | 8              |
| França (SNEP)                                | 16             |
| Grécia (IFPI)                                | 12             |
| Hungria (Single Top 40)                      | 3              |
| Irlanda (IRMA)                               | 11             |
| Itália (FIMI)                                | 7              |
| Japão (Oricon Singles Chart)                 | 130            |
| Noruega (VG-lista)                           | 13             |
| Nova Zelândia (Recorded Music NZ)            | 21             |
| Países Baixos (Dutch Top 40)                 | 26             |
| Países Baixos (Single Top 100)               | 13             |
| Polônia (LP3)                                | 49             |
| Reino Unido (UK Singles Chart)               | 4              |
| Reino Unido (OCC UK R&B)                     | 2              |
| Suécia (Sverigetopplistan)                   | 47             |
| Suíça (Schweizer Hitparade)                  | 10             |

| Tabela musical (2005)                 | Melhor posição |
| ------------------------------------- | -------------- |
| Austrália (ARIA)                      | 60             |
| Estados Unidos (Billboard Hot 100)    | 69             |
| Estados Unidos (Billboard Pop 100)    | 65             |
| Europa (European Hot 100 Singles)     | 97             |
| Países Baixos (Dutch Top 40)          | 212            |
| Suíça (Schweizer Hitparade)           | 96             |
| Reino Unido (Official Charts Company) | 71             |

## Vendas e certificações
| Região                                         | Certificação | Vendas   |
| ---------------------------------------------- | ------------ | -------- |
| Austrália (ARIA)                               | Ouro         | 35,000^  |
| Estados Unidos (RIAA)                          | Ouro         | 500,000^ |
| ^distribuições baseadas apenas na certificação |              |          |